# Вейн Сіммондс
Вейн Сіммондс (англ. Wayne Simmonds; нар. 26 серпня 1988, м. Скарборо, Канада) — канадський хокеїст, правий нападник. Виступає за «Торонто Мейпл Ліфс» у Національній хокейній лізі.
Виступав за «Оуен-Саунд Аттак» (ОХЛ), «Су-Сен-Марі Грейгаундс» (ОХЛ), «Лос-Анджелес Кінгс», «Філадельфія Флаєрс», «Кріммічау», «Білі Тигржи», «Нашвілл Предаторс», «Нью-Джерсі Девілс», «Баффало Сейбрс».
Станом на 3 березня 2023 року провів в чемпіонатах НХЛ — 1032 матчі (263+262), у турнірах Кубка Стенлі — 53 матчі (8+14).
У складі молодіжної збірної Канади учасник чемпіонату світу 2008.
Досягнення
- Переможець молодіжного чемпіонату світу (2008).